# Красне-Бржезно

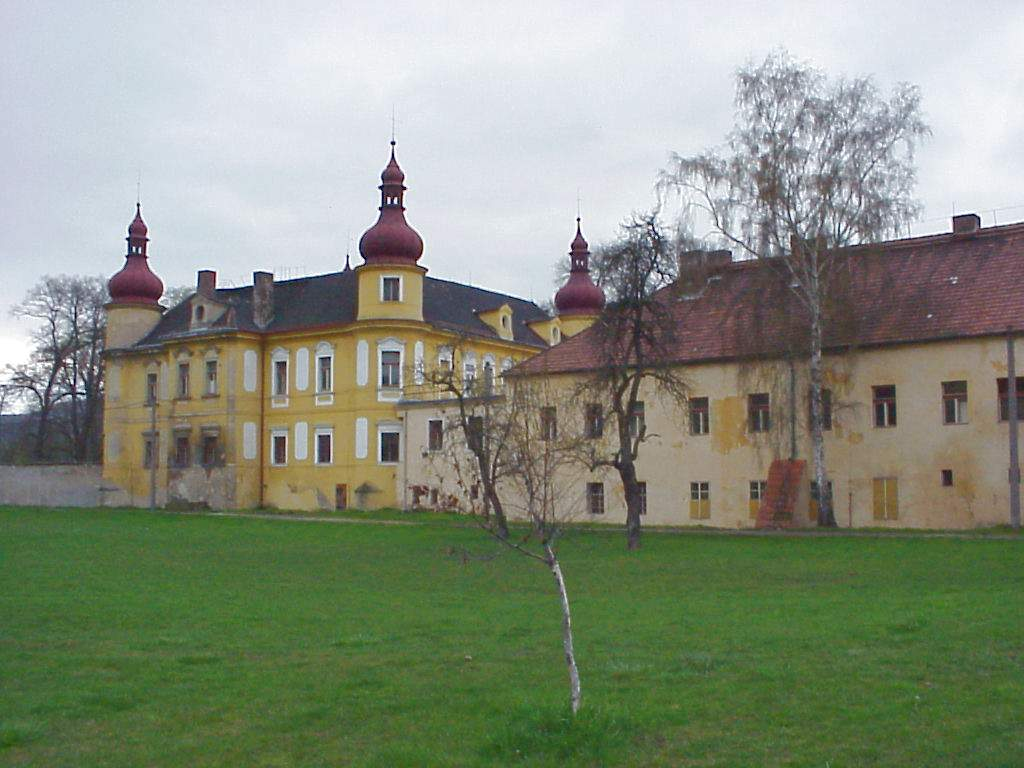
Замок в Красне Бржезно

Кра́сне-Брже́зно (чеш. Krásné Březno) — исторический район в чешском городе Усти-над-Лабем.
Население — ок. 15 000 жителей.

## География
Расположен на востоке города, на левом берегу Эльбы (чеш. Labe) примерно в 3 км от центра города.

## История
- Село Бржезнице было основано в 1188 году как часть Свадовского имения.
- В 1597 году у графского замка был построен костел Св. Флориана.
- В 1647 году имение было продано графу Альтману, в 1680-Кавриани.
- С 1754 по 1790 год имением владел Ян Хартигский.
- В 1874 году село переименовано в Красне Бржезно.
- В 1900 году село становится частью города Усти над Лабем.

## Достопримечательности
- Костел Св. Флориана
- Графский замок
- Устецкий зоопарк
- Парк у графского замка

В пивоварне «Красне-Бржезно» выпускается популярный и за пределами Чехии сорт пива Златопрамен (Zlatopramen).

## Транспорт
Район связан с центром города и некоторыми другими районами троллейбусными и автобусными маршрутами, маршрут автобуса № 5, соединяющий западные районы города, минуя центр, имеет здесь конечную остановку «Красне Бржезно», которая расположена у железнодорожной станции «Усти-Север». На станции «Усти-Север» останавливаются только пригородные поезда, соединяющие Усти над Лабем
с другими районными центрами Устецкого края. Станция находится у троллейбусной остановки «Красне Бржезно», к которой ведет улица 1 Мая.

## Демография
В районе Красне Бржезно на большинстве улиц живут оседлые цыгане. Это улицы 1 Мая, Матични, Свадовская и др. Цыгане живут в Чехии давно — уже в XV веке странствовали они по дорогам Богемии и Моравии, занимались кузнечным ремеслом, мелкой торговлей, выступали в амплуа бродячих музыкантов и танцоров. Так продолжалось вплоть до второй половины XX века, когда кочевой образ жизни был запрещён коммунистическими властями ЧССР. В годы Второй мировой войны цыгане в Чехии, как и евреи, подвергались страшному геноциду.
Нынешние цыгане (по официальным данным их в ЧР около 400 тысяч) в большинстве своем являются потомками выходцев из Венгрии и Словакии, перебравшихся после войны в Чехию в поисках работы. Традиционно низкий образовательный уровень (в цыганских семьях дети редко заканчивают что-нибудь выше начальной школы) во многом определяет характер такой работы — сезонной, неквалифицированной, малооплачиваемой — работы, которой брезгуют сами чехи. Впрочем, в нынешней Чехии в условиях роста безработицы и притока ещё более дешёвой рабочей силы из государств на территории бывшего СССР и такую работу найти становится проблематичным. По всей стране безработица среди цыган значительно превышает среднюю, для многих семей социальное пособие (около 100 долларов США) и пособие на детей (порядка 60 долларов) являются единственным источником средств существования.